# Spatial Design
Spatial Design (deutsch: Raumgestaltung) ist eine interdisziplinäre Designrichtung, die die Grenzen traditioneller Disziplinen wie Architektur, Landschaftsarchitektur, Innenarchitektur, Urban Design und Service Design überschreitet. Der Fokus liegt auf der Gestaltung von Räumen, die sowohl ästhetisch ansprechend als auch funktional sind und das Nutzererlebnis verbessern. 

## Definition und Bedeutung
Spatial Design befasst sich mit der Gestaltung und Anordnung von Räumen, um die Interaktion der Menschen mit ihrer Umgebung zu optimieren. Dabei werden Elemente wie Layout, Fluss, Beleuchtung und Materialien berücksichtigt, um harmonische Umgebungen zu schaffen.
Mit dem Aufkommen digitaler Technologien hat sich das Spatial Design weiterentwickelt und umfasst nun auch die Gestaltung von digitalen Schnittstellen und dreidimensionalen Interfaces, die ein erweitertes Maß an Interaktivität und Immersion bieten. Spatial Design ist ein dynamisches und wachsendes Feld, das darauf abzielt, Räume zu schaffen, die sowohl funktional als auch ästhetisch ansprechend sind und die Interaktion der Menschen mit ihrer Umgebung verbessern. Durch die Integration verschiedener Design-Disziplinen trägt es dazu bei, ganzheitliche und nachhaltige Lösungen für die Gestaltung unserer physischen und digitalen Räume zu entwickeln.

## Anwendungsbereiche
Die Anwendungsbereiche des Spatial Designs sind vielfältig und umfassen unter anderem:
- Architektur: Integration von Innen- und Außenräumen, um ein nahtloses Erlebnis zu schaffen.
- Innenarchitektur: Gestaltung von Innenräumen, die den Bedürfnissen der Nutzer entsprechen und gleichzeitig ästhetisch ansprechend sind.
- Landschaftsarchitektur: Planung von Außenbereichen, die sowohl funktional als auch visuell ansprechend sind.
- Urban Design: Entwicklung von städtischen Räumen, die soziale Interaktionen fördern und die Lebensqualität verbessern.

## Studienmöglichkeiten im deutschsprachigen Raum
Auswahl
- Kunsthochschule Berlin-Weißensee: Bietet den Masterstudiengang "Raumstrategien" an, der sich mit der Entwicklung und Gestaltung individueller Arbeitsweisen zu Methoden und Thesen entlang gesellschaftlich relevanter räumlicher Fragestellungen beschäftigt.
- Muthesius Kunsthochschule Kiel: Hier kann man den Bachelorstudiengang "Raumstrategien / Interior Design" sowie den Masterstudiengang "Raumstrategien / Spatial Strategies" studieren, die sich auf die Gestaltung von Räumen und Innenräumen konzentrieren.
- Hochschule für Technik und Wirtschaft Berlin: Bietet den Bachelorstudiengang "Workplace und Facility Engineering" sowie den Masterstudiengang "Workspace Management und Real Estate Engineering" an, die sich mit der Planung und Gestaltung von Arbeitsräumen befassen.
- Technische Hochschule Ostwestfalen-Lippe: Der Masterstudiengang "Interior Architecture – Spatial Arts" vermittelt Kenntnisse in der Analyse und Gestaltung von individuellen Raumkonzepten unter Berücksichtigung der gestellten Designaufgaben.[1]
- Hochschule Luzern: Der Bachelorstudiengang "Spatial Design" inspiriert dazu, Räume zu schaffen, die sowohl ästhetisch überzeugen als auch einen nachhaltigen Mehrwert für Gesellschaft und Umwelt bieten.[2]